# 兵蜂3 波克波克大魔王
《兵蜂3 波克波克大魔王》是一款由科樂美制作的捲軸射擊類型紅白機遊戲，游戏于1989年9月29日发行，后來移植至多个平台。
《Fami通》90號给予本游戏24/40的分数。